# Garamszentgyörgy
Garamszentgyörgy (szlovákul Hronsky Sväty Jur 1936-tól Sväty Jur nad Hronom, 1945 után Jur nad Hronom) község Szlovákiában, a Nyitrai kerület Lévai járásában.

## Fekvése
Lévától 10 km-re délre, a Garam bal partján fekszik.

## Története
A régészeti leletek tanúsága szerint területe már az újkőkorszakban lakott volt. Ebből az időszakból származnak a vonaldíszes kerámia, a bükk és morva festett kerámia kultúrájának leletei. A kalkolitikum időszakából a baden-péceli kultúra telepének, valamint a hallstatti, La Tène-i, római kor és a Nagymorva birodalom idejéből származó nyomokat találtak. Az Alsórét nevű részen három Árpád-kori telephelyet is feltártak illetve kutattak.
A falut 1276-ban „Sanctus Georgius” alakban, mint személynevet említik először. Szent György tiszteletére épült temploma a 13. század második negyedéből származik és román stílusban épült. 1292-ben „Villa S. Georgii”, 1424-ben „Zenthgywrgh” néven szerepel az írott forrásokban. 1312-ben Csák Máté serege foglalta el, akinek birtokában 1321-ig maradt.
A falu életében a továbbiakban az Esztergomi érsekség játszott jelentős szerepet, hiszen a település vált az egyik egyházi nemesi szék központjává. A szentgyörgyi széknek 1424-ből maradt fenn első írásos említése. A szék szervezete alá tartozott ekkor Nemesoroszi, Bernece és Veszele (1899-ben Tőre, ma Sáró része).
1439-ben szentmiklósi Pongrácz pusztította az esztergomi érsek birtokait. A szék predialistái harcoltak a mohácsi csatában Szalkai László esztergomi érsek zászlói alatt. A törökök hódításaival és az esztergomi szandzsák 1543 utáni megszervezésével a község is az adófizetőikké vált. 1553-ban a Garam árasztotta el a falu nagy részét. 1558-ban a törökök fosztották ki. Bár a feudális anarchia nyomán a földesúrnak való adózás időnként elmaradt és az érsekségen belüli kiváltságaikat sem tudták mindig érvényre juttatni, néha épp a szék vette át a helyenként akadozó vármegyei feladatköröket. A viszonyok rendezése érdekében a 16. század végén a szentgyörgyi és a verebélyi széket egyesítették. 1599-ben a török ismét feldúlta a falut, az 1601-ben történt összeírás szerint pedig malom is működött a faluban.
A 16. századtól kezdve itt is tért nyertek a reformáció irányzatai (főként Kálvin tanításai). Mivel az érsekség ezt nem tűrte, a protestánsokat időnként elűzték, illetve keményen megadóztatták. Az (érsek)újvári ejálet megszervezése után a falu ezen török közigazgatási egységbe tartozott, egészen Esztergom felszabadításáig és a török kiűzéséig ezen területről. A békeidőszak csak a Rákóczi-szabadságharc leverése után köszöntött a környékre, de időnként járványok tizedelték lakosait (például 1711-ben is). Az egyházak közti békés együttélést csak II. József 1781-ben kiadott türelmi rendelete garantálta. Egykori református temploma 1785-ben készült el. A század végén a faluban híres szarvasmarha és lótenyésztés folyt.
Vályi András szerint "SZENT GYÖRGY. Elegyes falu Bars Várm. földes Ura az Esztergomi Érsek, lakosai katolikusok, fekszik Zsemlérnek szomszédságában, mellynek filiája; határbéli földgye jól termő."
1819-ben az áradásokat elkerülendő kimélyítették a Garam medrét. A folyón komp közlekedett. A faluban többségbe kerültek a reformátusok. Az 1848-49-es szabadságharcban 6 lakos teljesített katonai szolgálatot. Az 1849. április 19-i nagysallói csata előtt a VII. honvédhadtest biztosította a Szentgyörgy és Kisveszele közti hídfőállást. Az 1855. március 6-i rendelettel megszüntették a prediális székeket, azonban a földek tulajdonosa nagyrészt továbbra is az érsekség maradt. 1888-ban tűzoltótestület alakult.
Fényes Elek szerint „Szent-György, magyar falu, Bars vmegyében, a Garan bal partján, 217 kath., 3 evang., 452 ref. lak. Ref. anyatemplom. Legelőjök sok, s a Garan melletti füzesek fát eleget szolgáltatnak. F. u. a primás.”
1906-ban alakult meg a fogyasztási és értékesítő szövetkezet. Az első világháborúban 36 helyi lakos esett el. A trianoni békeszerződésig Bars vármegye Lévai járásához tartozott.
A háború befejezésével a falu Csehszlovákiához került. Az érsekség birtokait elkobozták és részben felparcellázták. Az első bécsi döntés után, 1938 és 1944 decembere között ismét Magyarország része lett. A falubeliek közül 29-en vesztették életüket a harcmezőkön.
1945. március 26-án a községet elfoglalták a szovjet csapatok, májusban pedig visszacsatolták Csehszlovákiához. Az úgynevezett lakosságcsere egyezmény keretein belül kb. 300 magyart telepítettek át, valamint 282 embert deportáltak Csehországba, akik 1948-ban végül visszatérhettek. Helyükre többségében Nyíregyházáról és Pilisszentlászlóról telepítettek szlovák nemzetiségű családokat. A normalizáció után újraindult a kulturális élet, megalakult a Csemadok, a Csehszlovák Ifjúsági Szövetség és a Csehszlovák Nőszövetség helyi szervezete, valamint további egyesületek is alakultak. 1957 óta működik a hangosbemondó. 1961-ben a község határában kőolajvezetéket fektettek. 1970-ben átadták az új kultúrházat. 1997-ben végbement a falu teljes gázművesítése és a telefonhálózat digitális átprogramozása.

## Népessége
| Év:            | 1994. | 2004.   | 2014.   | 2024.   |
| -------------- | ----- | ------- | ------- | ------- |
| Emberek száma: | 939   | 944     | 954     | 984     |
| Eltérés:       |       | +0,53 % | +1,05 % | +3,14 % |

| Év:            | 2023. | 2024.   |
| -------------- | ----- | ------- |
| Emberek száma: | 985   | 984     |
| Eltérés:       |       | -0,10 % |

1601-ben malma és 51 háza állt.
1715-ben 2 malom és 18 adózó háztartás volt a településen.
1828-ban 93 házában 564 lakosa volt. Lakói főként mezőgazdasággal, állattartással, háziiparral foglalkoztak.
1880-ban 1168 lakosából 1102 magyar és 32 szlovák anyanyelvű volt.
1890-ben 1194 lakosából 1173 magyar és 14 szlovák anyanyelvű volt.
1900-ban 1192 lakosából 1184 magyar és 8 szlovák anyanyelvű volt.
1910-ben 1267 lakosa mind magyar anyanyelvű volt.
1921-ben 1155 lakosából 1137 magyar és 8 csehszlovák volt.
1930-ban 1126 lakosából 1011 magyar és 84 csehszlovák volt.
1941-ben 1103 lakosából 1099 magyar és 3 szlovák volt.
1991-ben 968 lakosából 445 magyar és 497 szlovák volt.
2001-ben 935 lakosából 519 szlovák és 391 magyar volt.
2011-ben 920 lakosából 562 szlovák és 318 magyar volt.
2021-ben 983 lakosából 667 (+12) szlovák, 254 (+11) magyar, (+1) cigány, 1 ruszin, 11 egyéb és 50 ismeretlen nemzetiségű volt.

## Neves személyek
- A falunak több kiváló református lelkésze volt.
- A falu tiszteletbeli polgára Viliam Fischer szlovák kardiológus, aki 1998-ban Szlovákiában elsőként hajtott végre sikeres szívátültetést egy helybeli lakoson.
- Itt született 1823-ban Molnár Sámuel református lelkész.[6]
- Itt szolgált Újváry László (1930-2021) szlovákiai magyar pedagógus, a lévai magyar kulturális élet egyik szervezője.

## Nevezetességei

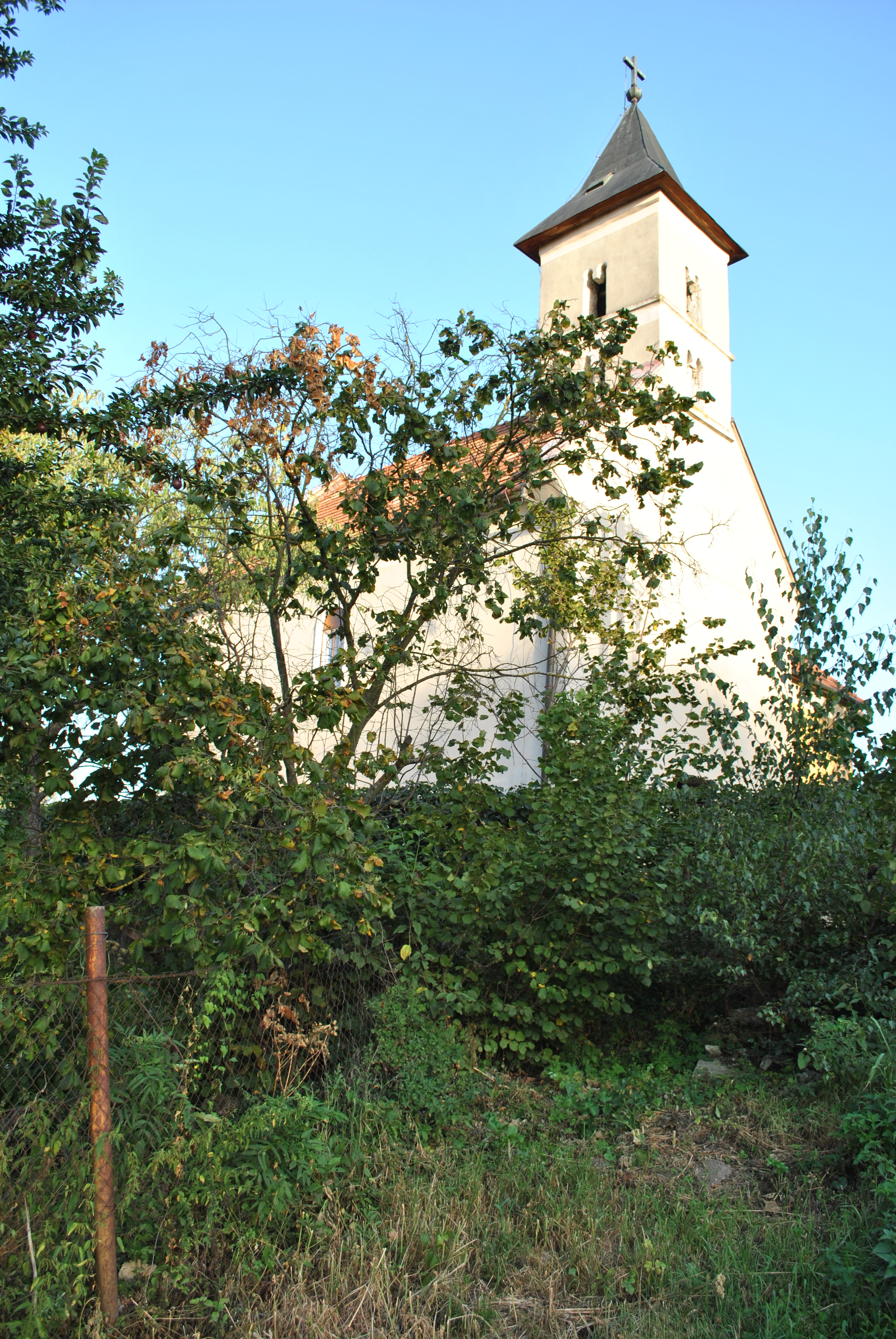
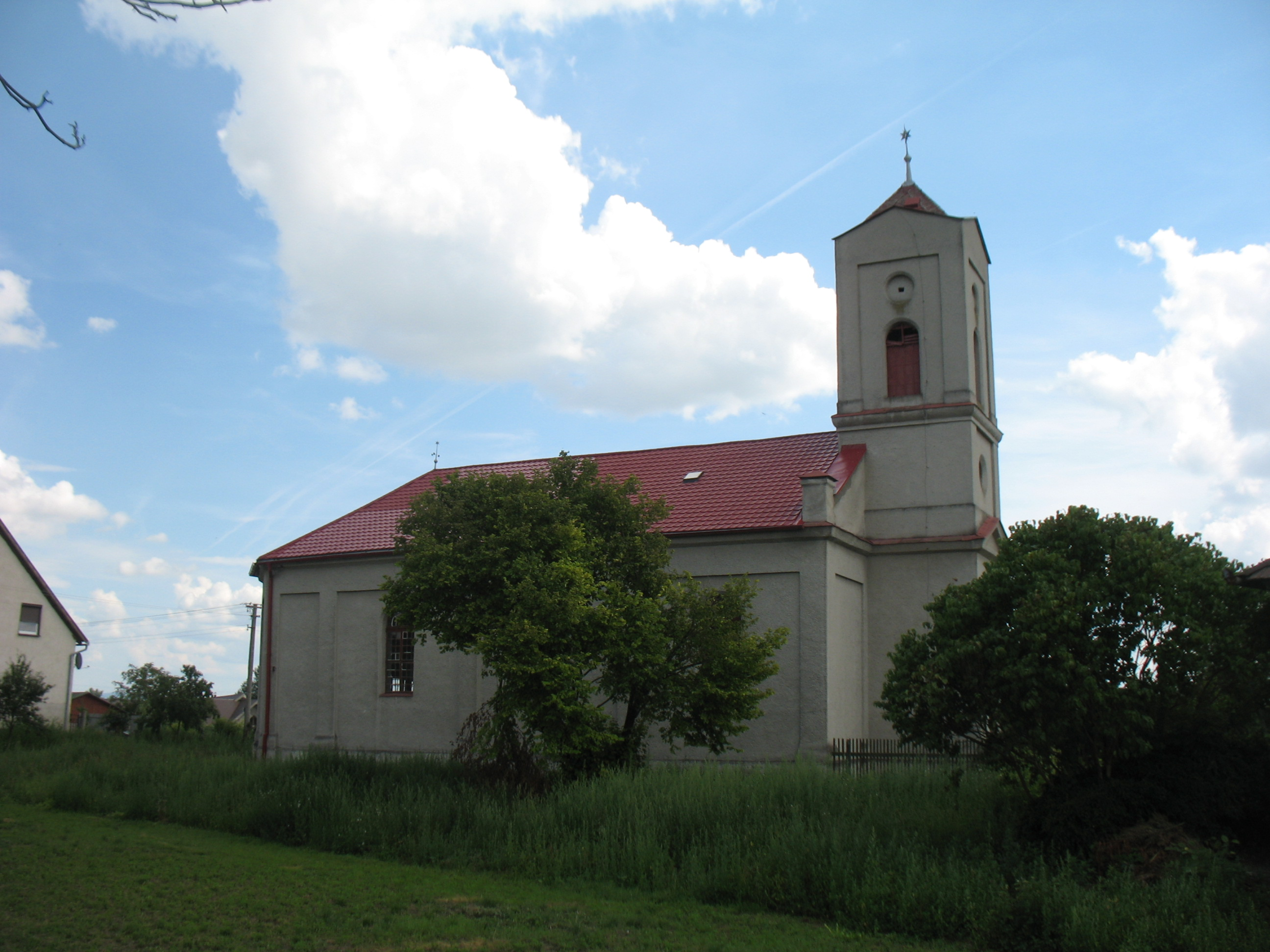
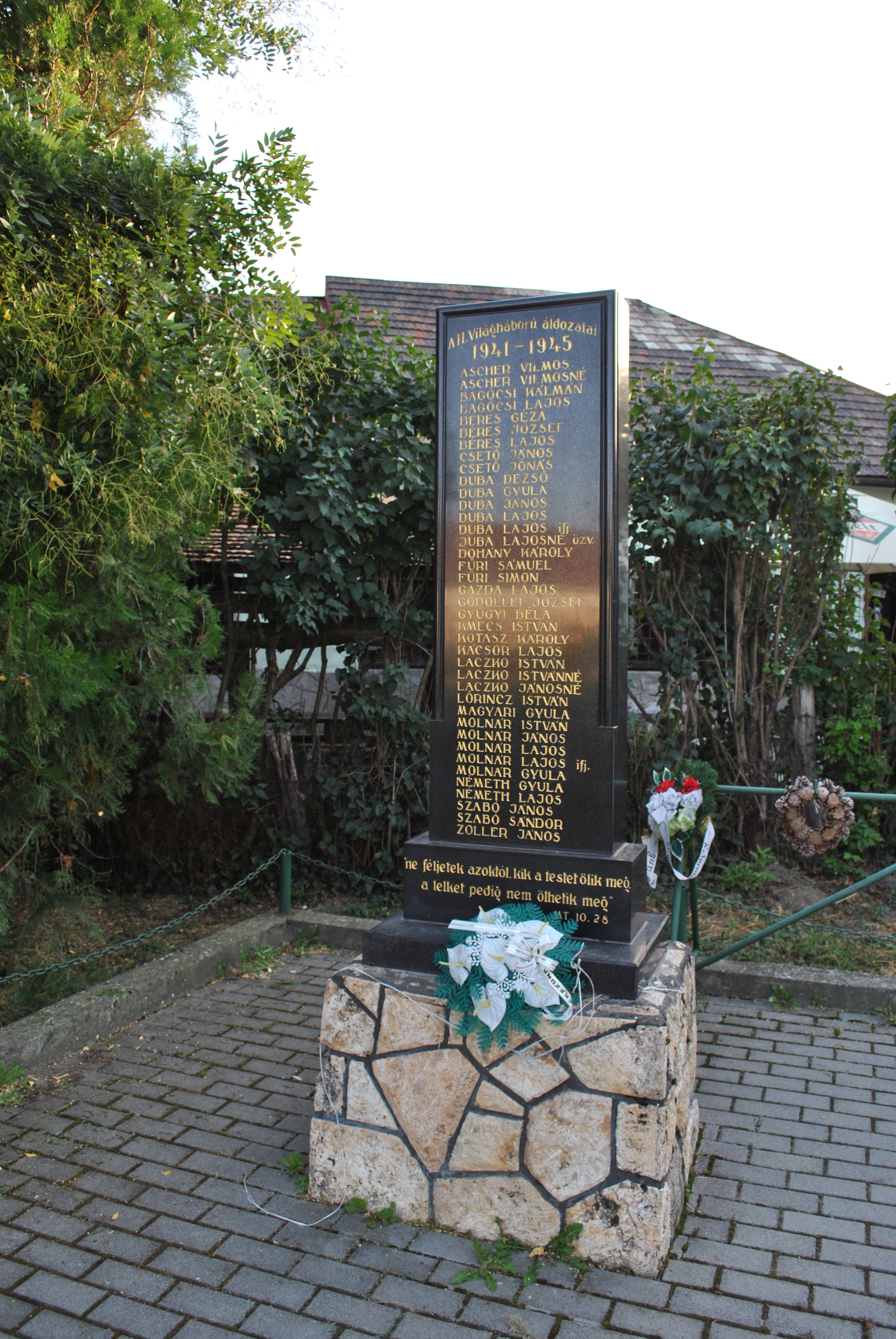
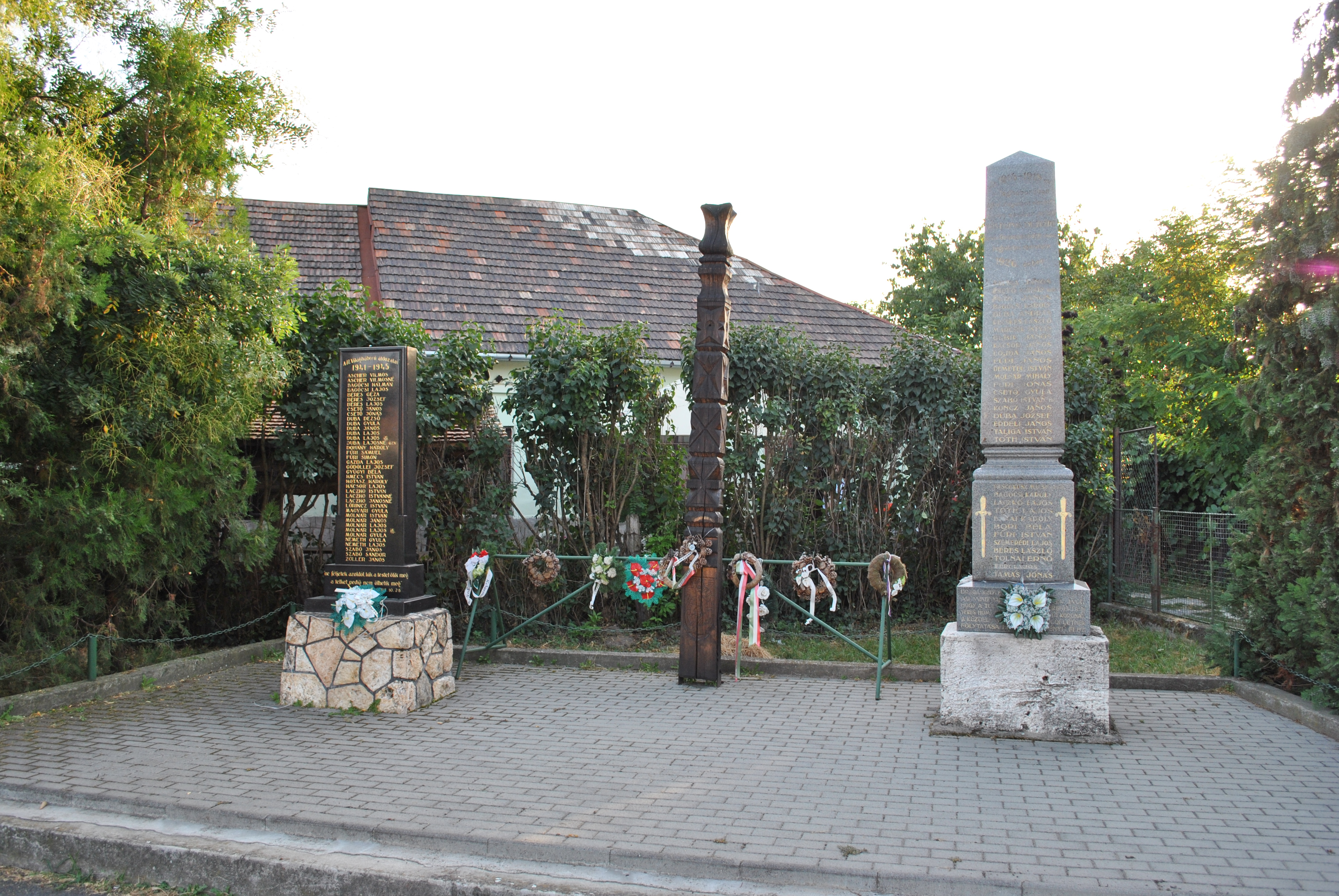

- Szent György tiszteletére szentelt, római katolikus temploma a 13. század első felében épült, 1499-ben gótikus stílusban építették át. 1937-ben bővítették.
- Református temploma 1878-ban épült neoklasszicista stílusban.
- Evangélikus templomát 1956-ban emelték.
- A téren álló harangláb 19. századi.
- Tájháza a 19. században épült, az itt lakók egykori életét mutatja be.

## Néprajza
1912-ben Kodály Zoltán itt gyűjtötte az Elesett a lúd a jégen régi stílusú magyar népdalt.